# Crash d'un Mil Mi-8 de l'armée de l'air polonaise en 2003
Le crash d'un Mil Mi-8 de l'armée de l'air polonaise en 2003 survient le 4 décembre 2003 lorsqu'un hélicoptère polonais Mil Mi-8 exploité par le 36e régiment d'aviation spéciale (en) transportant le Premier ministre polonais Leszek Miller s'écrase près de Piaseczno, juste à l'extérieur de Varsovie. Le pilote effectue un atterrissage en autorotation dans une forêt après la panne des deux moteurs. L'hélicoptère subit des dommages importants et est déclaré perte totale, mais il n'y a aucun décès malgré la gravité de l'accident. 14 des 15 personnes à bord sont blessées, dont Leszek Miller, qui a deux vertèbres thoraciques cassées.

## Contexte

### Aéronef
L'hélicoptère est un Mil Mi-8P de 26 ans, qui est proche de la fin de sa durée de vie. Il appartient au 36e régiment d'aviation spéciale chargé du transport des fonctionnaires du gouvernement polonais.

### Équipage
Le pilote de l'hélicoptère est le major Marek Miłosz, promu plus tard lieutenant-colonel.

## Cause
La cause de la panne du moteur est déterminée comme étant le givrage.

## Procès
Le 10 mars 2004, Miłosz est accusé pénalement d'avoir enfreint les règles de sécurité aérienne et d'avoir provoqué l'accident. Plus précisément, le pilote est accusé de ne pas avoir activé manuellement le dispositif de dégivrage pendant le vol. Le pilote fait valoir que les informations météorologiques dont il disposait à ce moment-là n'indiquaient pas qu'un givrage était probable et qu'il n'était donc pas tenu d'activer le dispositif de dégivrage. Il consultait un thermomètre pendant le vol, mais celui-ci souffrait d'une erreur de mesure systématique et n'était donc pas en mesure d'avertir du givrage. De plus, pendant le vol, une inversion thermique inhabituelle s'est produite, la température a augmenté avec l'altitude, ce que le pilote n'aurait pas pu prévoir. En mars 2010, le procès de 6 ans se termine par un verdict de non-culpabilité. Le juge dans l'affaire note que le pilote a effectué avec brio l'atterrissage difficile en autorotation et que les passagers ont survécu grâce à ses superbes compétences de pilotage. Leszek Miller déclare que s'il doit voler à nouveau en hélicoptère dans des conditions atmosphériques difficiles, il choisira Miłosz comme pilote.